# Jezioro Ptuszowskie
Jezioro Ptuszowskie – sztuczny zbiornik wodny położony na rzece Gwdzie powyżej elektrowni wodnej Ptusza w Ptuszy w woj. wielkopolskim, w pow. złotowskim, leżące w Dolinie Gwdy. W północnej części jeziora oś jeziora stanowi granicę pomiędzy gminą Jastrowie, a gminą Tarnówka, południowa część jeziora leży w gminie Tarnówka.
Jezioro położone jest ok. 1 km na wschód od drogi drodze krajowej nr 11.

## Hydronimia
Według urzędowego spisu opracowanego przez Komisję Nazw Miejscowości i Obiektów Fizjograficznych (KNMiOF) nazwa tego jeziora to Jezioro Ptuszowskie. W różnych publikacjach jezioro to występuje pod nazwą Zbiornik Wodny Ptusza